# جيمس دبليو. كانون
جيمس دبليو. كانون (بالإنجليزية: James W. Cannon)‏ هو رياضياتي أمريكي، ولد في 30 يناير 1943 في بيلفونتي في الولايات المتحدة.